# Patuljasti krokodil
Patuljasti krokodil (lat. Osteolaemus tetraspis) je najmanji postojeći krokodil koji živi u stalnim barama i močvarama u afričkim kišnim šumama. Rasprostranjen je u zapadnoj i srednjoj Africi. U nekim je područjima udomaćen, međutim u drugim dijelovima, zbog uništavanja staništa, broj populacije mu se poprilično smanjio. Nedavna istraživanja pokazala su da postoje tri genetski različite populacije, a neki smatraju da te podvrste trebaju biti uzdignute na status zasebne vrste.

## Izgled
Prosječna duljina tijela odrasle jedinke je 1,5 metar, a maksimalna zabilježena je 1,9 metar. Leđa odraslih jedinki su tamne boje, najčešće crne, kao i bokovi, čija je donja strana žućkasta. Trbuh je obično svjetlije boje, uglavnom žute.
Kao rezultat svoje male veličine i povećane ranjivosti kod grabežljivaca, ovaj krokodil ima dosta oklopljen vrat, leđa i rep, a također ima osteoderme na trbuhu i donjoj strani vrata. Ima šiljastu, kratku njušku, duljina i širina su joj iste, sličnu kao i kod patuljastog kajmana, s kojim ga, zbog sličnog izgleda, često miješaju. Sličan su izgled vjerojatno dobili zbog toga što žive u istoj ekološkoj niši. Ukupan broj zubi mu varira između 60 i 64.

## Način života
Danju se skriva u rupama i među podvodnim korijenjem, a noću lovi uz rub vode. Plijen napada ugrizima čeljusti. U područjima u kojima su česte poplave u vlažnom dijelu godine glavna su mu hrana ribe, a ostatak godine se hrani rakovima i vodozemcima. 
Patuljasti krokodil uglavnom je usamljena životinja, osim tijekom sezone parenja. Sezona parenja traje u razdoblju svibnja i lipnja. Ženka obično polaže 10 jaja u humak od zemlje i trulog bilja. Inkubacija traje između 85 i 105 dana. Kad izađu iz jaja, mladi krokodili dugi su oko 28 centimetara. Ženka čuva mladunce, a i štiti ih kad su u vodi, sve dok se oni ne osamostale. 

## Vanjske poveznice
|  | Zajednički poslužitelj ima još gradiva o temi Patuljasti krokodil |
|  | Wikivrste imaju podatke o taksonu Patuljasti krokodil             |